# Емута
Емутата (Dromaius) са род животни от разред Казуароподобни, живеещи в Австралия. Единственият съвременен вид е голямото ему. Те биват отглеждани във ферми за месо.